# Ctenus mitchelli
Espèce
Ctenus mitchelli est une espèce d'araignées aranéomorphes de la famille des Ctenidae.

## Distribution
Cette espèce est endémique du Mexique. Elle se rencontre dans des grottes des États du Tamaulipas et de San Luis Potosí.

## Description
Le mâle holotype mesure 20,5 mm et la femelle paratype mesure 25,5 mm.

## Étymologie
Cette espèce est nommée en l'honneur de Robert W. Mitchell.

## Publication originale
- Gertsch, 1971 : A report on some Mexican cave spiders. Association for Mexican Cave Studies Bulletin, vol. 4, p. 47-111 (texte intégral).